# حمیدرضا احمدآبادی

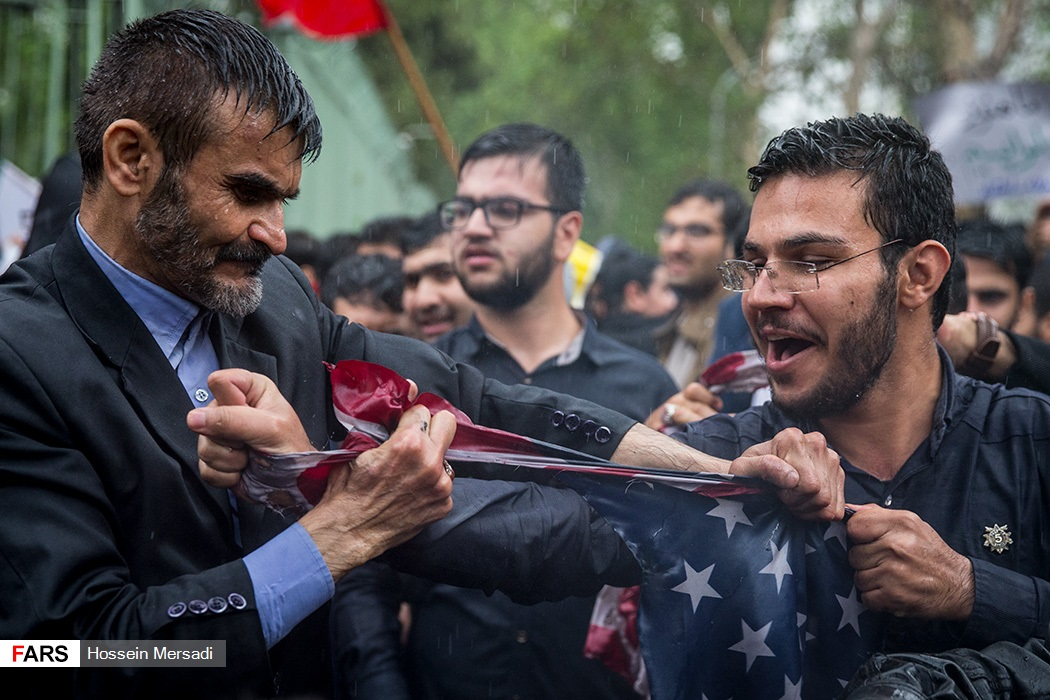
احمدآبادی در تجمع دانشجویان در اعتراض به اظهارات دونالد ترامپ و خروج آمریکا از برجام

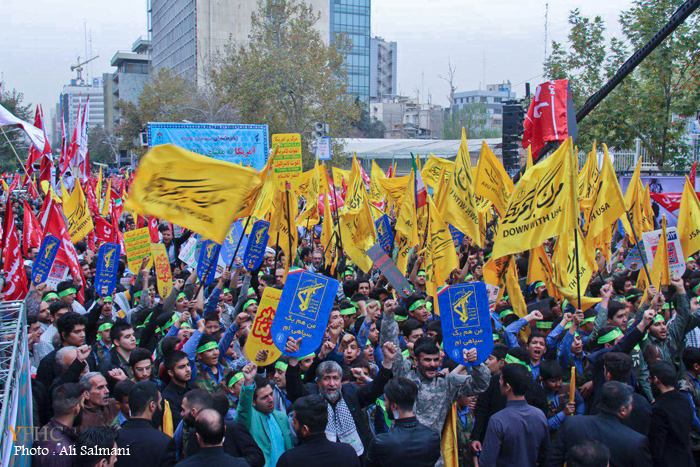
احمدآبادی در راهپیمایی روز دانش‌آموز با پلاکارد من هم یک سپاهی ام روبروی سفارت سابق ایالات متحده آمریکا در تهران

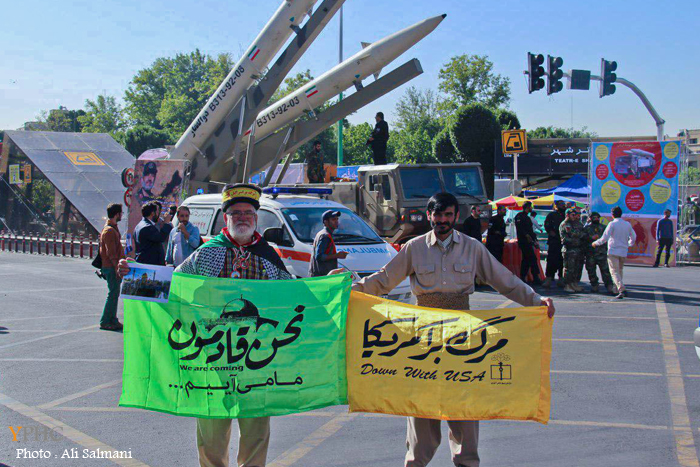
احمدآبادی در راهپیمایی روز قدس در کنار موشک ذوالفقار با پرچم مرگ بر آمریکا

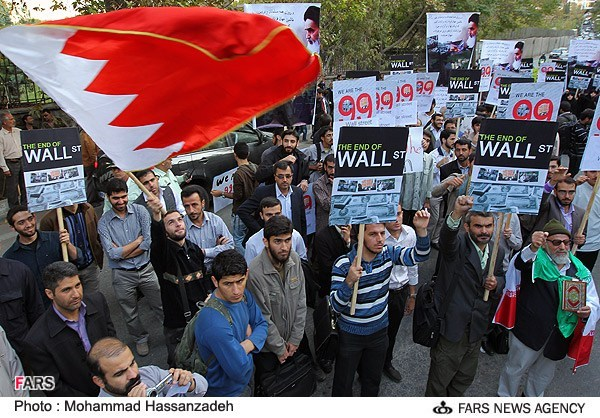
احمدآبادی در تجمع دانشجویان دانشگاه‌های تهران مقابل سفارت سوئیس با پرچم بحرین و پلاکارد پایان وال استریت

حمید رضا احمدآبادی ملقب به «بسیجی دهان گشاد» از چهره‌های شناخته‌شدهٔ بسیج است. او معتقدی سرسخت به حاکمیت دینی در ایران است، و در نماز جمعه جایی همیشگی دارد. در رسانه‌های ایرانی، آنقدر از او عکس و فیلم منتشر شده‌است که خود را «معروف‌ترین» بسیجی می‌داند. خود او در اولین مصاحبه رسانه‌ای که انجام داده، می‌گوید که اطلاع دارد که به این نام مشهور شده و از این بابت هیچ ناراحتی ندارد.

## زندگی شخصی
حمیدرضا احمدآبادی، متولد تهران با اصلیت فلوجردی است. او فعالیت خود را از سال ۱۳۷۵ شروع کرد و همزمان با تحصیل در دانشگاه علمی-کاربردی، کارمند شهرداری نیز می‌باشد. 
احمدآبادی دانشجوی روابط عمومی دانشگاه جامع علمی کاربردی است. وی پیش تر دانشجوی حقوق دانشگاه آزاد اسلامی بود که به دلیل سنگینی هزینه نتوانست از پس آن برآید.
احمدآبادی همچنین کارگر دبیرخانهٔ شهرداری تهران (منطقهٔ ۱۴) است.

## فعالیت‌های اجتماعی
حمیدرضا احمدآبادی فعالیتهای دانشجویی خود را از ۱۳۶۴ و فعالیت سیاسی خود را از ۱۳۷۵ شروع کرد.
او دارای دو شناسنامه است تا در صورت لزوم بتواند دوتنه به جنگ مخالفان نظام و ولایت برود. احمدآبادی تا سال ۷۵ نظامی بوده و به زندان اوین می‌رفته و متهم تحویل می‌داده‌است.
احمدآبادی همیشه سعی کرده از زمانی که توانسته در همه تظاهرات‌های دولتی در ایران شرکت کند.
احمدآبادی در عاشورای سال ۸۸ به معترضان به نتیجه انتخابات در خیابان‌ها حمله می‌کرد. سردسته کسانی بود که در ۸ آذر ۱۳۹۰ به سفارت بریتانیا در تهران حمله و آن را تعطیل کردند که منجر به قطع روابط دو کشور به مدت چند سال شد.
به نوشتهٔ روزنامهٔ اعتماد، احمدآبادی در راهپیمایی دلواپسان مخالف توافق هسته‌ای در تاریخ ۱۹ اردیبهشت ۱۳۹۳ با صدای بلند شعار می‌داد و دیگر دلواپسان تکرار می‌کردند. همچنین وی در گفتگو با رادیو فردا اعلام داشت، که در تظاهرات ۱۵ دی ۱۳۹۶ به طرفداری از حکومت در جریان اعتراضات سراسری حضور داشته‌است.
احمدآبادی در انتخابات ریاست‌جمهوری ۱۳۹۶ ثبت نام کرد ولی صلاحیت وی تأیید نشد. او در واکنش به کاندیداتوری احمدی‌نژاد و بقایی در این انتخابات، آن‌ها را خواستار ایجاد جنجال در کشور خواند و حمایت خود از سید ابراهیم رئیسی را اعلام کرد.

## شهرت رسانه‌ای
از او عکس‌ها و فیلم‌های بسیاری در رسانه‌ها منتشر شده‌است و به گفته خود «معروف‌ترین» بسیجی است. عکس‌های مربوط به او در تظاهرات‌های مختلفی در ۲۲ بهمن و روبروی سفارت‌های غربی منتشر شده‌است. در عکسی از تهاجم به سفارت بریتانیا، او سوار بر اسب سردر سفارت بریتانیا، با تیشه به آن می‌کوبید.
دیدگاه‌های سیاسی-اجتماعی احمدآبادی در وبسایت یوتیوب و نیز وبلاگش با هواداریها و مخالفتهای بسیاری روبرو بوده‌است؛ و باعث شده در شبکه‌های اجتماعی با القاب مختلفی از او نام برده شود.
او در مصاحبه‌ای با بی‌بی‌سی فارسی به سؤالات این رسانه پاسخ داد که مورد انتقاد برخی اصولگرایان قرار گرفت. ابنا-خبرگزاری مجمع جهانی اهل بیت پاسخ‌های او را همسو با خواست این شبکه دانست و او را به ارائهٔ چهرهٔ خشن از بسیج متهم کرد، اما امیر فرشاد ابراهیمی معتقد است: احمدآبادی و شخصیت غیرعادی او در میان افرادی که حکومت بر ضد مخالفان و منتقدان به کار می‌گیرد منحصربه‌فرد نیست، ۶۰ تا ۷۰ درصد آن‌ها این‌گونه‌اند.
در ژوئن و اوت ۲۰۱۰ روزنامه‌های القدس العربی و الشرق الاوسط با انتشار تصویر احمدآبادی در صفحهٔ نخست خود به شعار نمازگزاران علیه آمریکا و اسرائیل در نمازجمعهٔ تهران پرداختند. همچنین برنامهٔ آنتن بخش فارسی صدای آمریکا در برنامه‌ای به او پرداخت.
در ژانویهٔ ۲۰۱۵، توماس اردبرینک، خبرنگار نیویورک تایمز در ایران، از زندگی او برای شبکه تلویزیونی وی‌پی‌آراُ هلند گزارشی تهیه کرد. او در این مصاحبه گفت: «مخالفان ما یا خفه شن، یا گم شن از کشور برن بیرون، یا برن زندان.» اردبرینک در بخشی از مستند ساخته سال ۲۰۱۸ خود برای پی بی اس با عنوان آدم ما در تهران با احمدآبادی در خانه او گفتگو کرد.

## دیدگاه‌ها
احمدآبادی معتقد است، که اسرائیل در آینده‌ای نزدیک نابود خواهد شد و در مسجدالاقصی نماز خواهد خواند. وی انسانی را آزاد می‌داند که او توانایی به راحتی سخن گفتن را داشته باشد.
دهن‌گشاد یعنی دهانش همیشه باز است. دهان ما هم همیشه باز است و می‌گوییم: ما با دشمنانمان دشمنیم و با دوستانمان دوستیم.— حمیدرضا احمدآبادی، 

## تهدیدها
در رابطه با مشارکت و امضای نسرین ستوده در بیانیه فراخوان برای انجام رفراندوم به منظور تعیین نوع حکومت ایران، به گفتهٔ ستوده در گفتگو با دویچه وله، احمدآبادی در یک پیام با عنوان «ما میایم سروقتت» در شبکه اجتماعی فیس‌بوک نسرین ستوده را تهدید کرده‌است.
در اسفند ۱۳۹۶ احمدآبادی به مسیح علی‌نژاد، که از چهره‌های شاخص اعتراضات به حجاب اجباری است پیام‌های خصوصی و علنی فرستاد و او را به مرگ تهدید کرد. او معتقد است چون علی‌نژاد بی عفتی ترویج می‌دهد باید زبان او را برید.

## نگارخانه

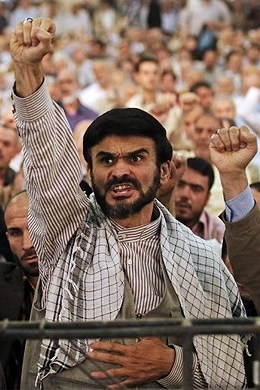
احمدآبادی در نماز جمعه تهران ۱۳ تیر ۱۳۹۳
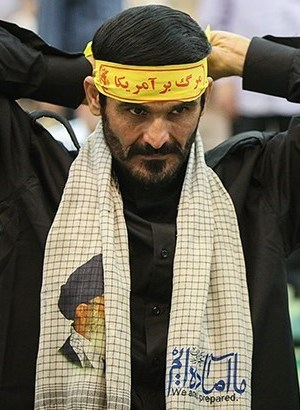
با شعار «مرگ بر آمریکا» و «ما آماده‌ایم» ۱۶ تیر ۱۳۹۶
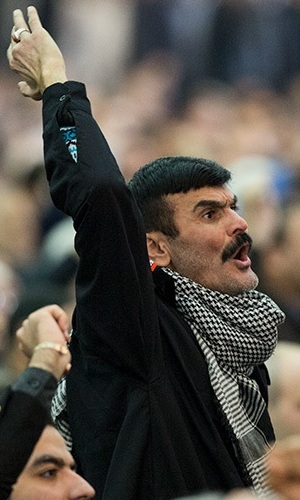
احمدآبادی در نماز جمعه تهران ۱۵ دی ۱۳۹۶
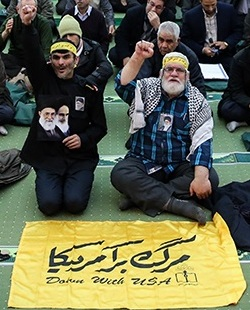
احمدآبادی سمت چپ در نماز جمعه تهران ۲۲ دی ۱۳۹۶ با پرچم مرگ بر آمریکا
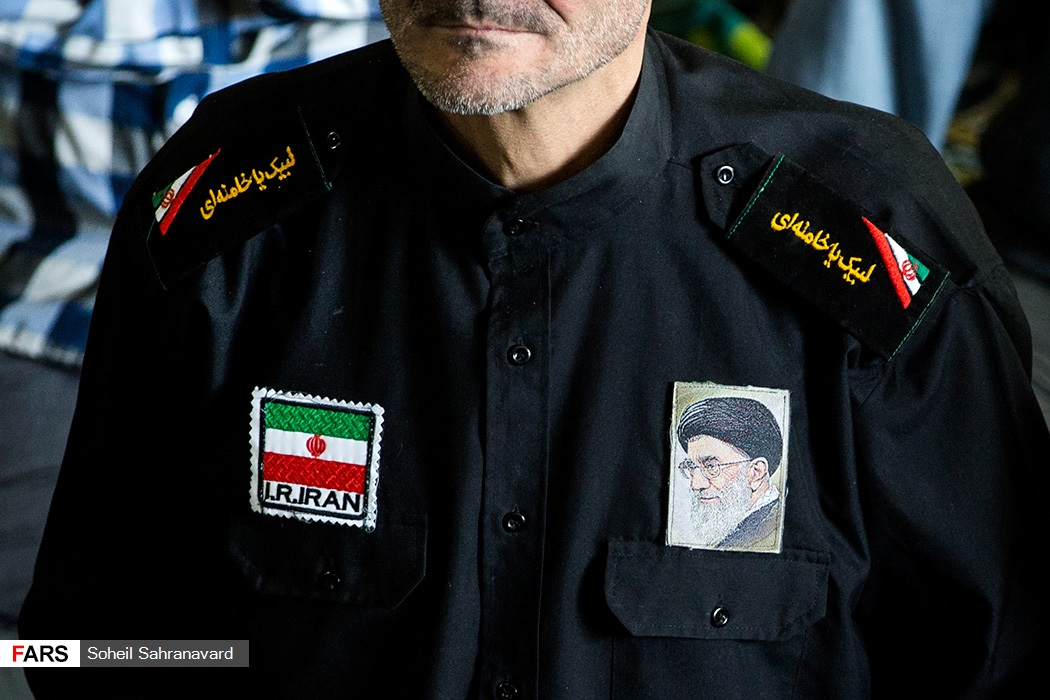
پیراهن احمدآبادی با سردوشی «لبیک یا خامنه‌ای» در نماز جمعهٔ ۲۴ فروردین ۱۳۹۷